# Eugène Castellano
Pour les articles homonymes, voir Castellano.
 François Castellano, dit Eugène Castellano, né le 15 juillet 1822 à Argos en Grèce et mort le 24 février 1882 à Paris 1er, est un acteur de théâtre, producteur et directeur de théâtre français du XIXe siècle, fondateur de l'Éden-Concert.

## Biographie
Eugène Castellano est né en Grèce, à Argos. Son père, capitaine de cavalerie, compagnon d'armes de lord Byron, avait pris part à la guerre d'indépendance grecque.
Castellano se destine d'abord à l'état ecclésiastique, mais renonce vite à ce projet. Après avoir fait ses études à Venise, il est placé à l'école secondaire de marine à Toulon, qu'il quitte en 1831, sur le désir de sa mère, pour venir à Paris où il est placé par ses parents dans une maison de commerce. À Paris, il voit jouer Deburau aux Funambules et n'a plus, dès lors, qu'une idée fixe devenir comédien. Il s'essaye dans un petit théâtre de société, où Christian et d'autres font leurs premières armes. Malgré les remontrances de sa mère, il entre dans la troupe d'un nommé Durand en 1842. 
Puis, après avoir couru la banlieue, il est engagé successivement à Boulogne-sur-Mer, Reims, Bruxelles, Dieppe en 1850, Anvers, jeune premier 1851-1852, Versailles, grand premier rôle, 1853, Toulouse 1854, Lyon en 1855, lorsque Charles Desnoyer, directeur de l'Ambigu, lui propose un engagement, il débute dans le Moulin de l'Ermitage. Puis, joue les rôles de Dominique dans La Servante, Adam, dans Le Paradis perdu, le comte, de La Comtesse de Navailles, Pierre et André, des Pauvres de Paris, le comte de Monteleone, de L'Espion du grand monde. Wattson, des Fugitifs, le sénateur Bird, de la Case de l'oncle Tom, Cornélius Agrippa, de Jane Grey, Dagobert, du Juif errant en 1860, Henri III, de La Dame de Monsoreau en 1860. 
Parmi ses créations originales, on trouve des rôles importants comme dans Fanfan la Tulipe[Lequel ?], L'Ange de minuit  en 1860, la Maison du Pont Notre-Dame en 1860; le docteur Joseph, dans Le Comte de Saulles, à côté de Frédérick Lemaître; Rochester, dans La Fille du maudit. les quatre rôles de César Andréa, un notaire, sir Williams et le docteur Gordon, dans Rocambole en 1864.
Il quitte l'Ambigu en 1870 et prend, en face, la direction d'une brasserie au nom de Castel, mais cela ne lui suffit bientôt plus. En 1872, Hippolyte Hostein le prend comme directeur de la scène au Châtelet puis comme directeur du Théâtre-Lyrique-National en 1874. Il imagine les billets à prix réduits. On payait une somme minime aux places les plus chères, en vertu de certaines combinaisons qui échappaient au public. Il reparaît encore en public à la Renaissance, dans La Belle et la bête, au Châtelet, dans le rôle de Pierre Malet, de La Camorra en 1873.
Il monte successivement au Théâtre-Historique Le Drame au fond de la mer, Regina Sarpit de Georges Ohnet, Latude, puis Marceau, la Centième d'Hamlet, la Comtesse de Lèrins.
En 1876 il prend aussi la direction du Châtelet, menant de front les deux affaires, deux des plus grandes scènes de Paris, le Châtelet et le Théâtre-Historique. Au Châtelet, il reprend Le Voyage dans la Lune et remonte, Rothomago et les Sept châteaux du Diable, jouée pendant l'Exposition universelle de 1878. Il monte également au Châtelet La Vénus Noire et Le Beau Solignac, puis cède le théâtre à Émile Rochard, qui était son secrétaire depuis sept ans. À peine le Châtelet vendu, il fonde 17, boulevard de Sébastopol, un café chantant auquel il donne le nom d'Éden-Concert.
Il meurt d'une attaque de goutte en février 1882. Sa veuve, Lucie Claire Hanquez dite Mme Castellano-Saint-Ange (lors de son remariage) lui succède à la direction de l'Éden-Concert. Leur fille unique Adrienne Castellano meurt à l'âge de 16 ans, le 24 mars 1884.

## Théâtre
Acteur au théâtre de l'Ambigu
- 1860 :  15 juin, Le Juif errant (reprise), rôle de Dagobert,
- 1860 : 22 sept, La Maison du Pont Notre-Dame, rôle de Roland.
- 1860 : 19 nov., La dame de Monsoreau d'Alexandre Dumas et Auguste Maquet, reprise[11].
- 1860 : 5 mars, L'Ange de Minuit, rôle du baron de Lambech.
- 1860 : 22 juin, Le Monstre et le magicien, d'Antony Béraud et Jean-Toussaint Merle, rôle de Zanetti.
- 1860 : 21 août, Cora et l'Esclavage, rôle de Curtis.
- 1860 : 1er octobre, Le lac de Glenaston, rôle de Corrigan.
- 1860 : 11 déc., La vie de Bohême (reprise) rôle de Marcel.
- 1862 : 26 avril, Les Beaux messieurs de Bois doré, rôle d'Alvimar.
- 1862 : 16 juillet, Les Filles de marbre (reprise), rôle de Desgenais.
- 1862 : 12 août, Les Mystères du temple, rôle de Clergeau.
- 1862 : 27 déc, La Mère et la fille (reprise), rôle de Verdier.
- 1863 : 31 janv., François les bas-bleus, rôle du Chevalier de Lorraine[12].
- 1863 : 4 avril, L'Otage, rôle de Bergerac.
- 1863 : 24 juin, Latude (rep.), rôle de Dalègre.
- 1863 : 1er août, La Sorcière, rôle de Salvignac.
- 1863 : 17 octobre, L'aïeule, rôle du Commandeur.
- 1864 : 12 fév., Les fils de Charles Quint, rôle de Jean de Hornes.
- 1864 : 2 mars, L'Homme au masque de fer, rôle de Daubigné.
- 1864 : 6 avril, Le Comte de Saulles, rôle du docteur Joseph.
- 1864 : 25 juin, La Fille du maudit, rôle de Rochester.
- 1864 : 26 avril, Rocambole, personnage multiple.
- 1865 : 6 mai, La Voleuse d'enfants, rôle d'Atkins.
- 1865 : 28 oct., La Meunière, rôle de Robert.
- 1866 : 16 mars, Gabriel Lambert, rôle d'Olivier d'Hormoy.
- 1865 : 28 avril, Le Mangeur de fer, rôle d'Emmanuel.
- 1866 : 30 juin, La Bergère d'Ivry, rôle de Fauvel.
- 1866 : 11 août, La Tireuse de cartes (reprise), rôle de Buccioli.
- 1866 : 17 oct. Les Amours de Paris, rôle d'André Gérard.
- 1866 : 29 déc., La Duchesse de Monte-Mayor, rôle d'Aspinval.
- 1867 : 13 fév., Maxwell, rôle de Rutten.
- 1867 : 30 mars, La Chouanne, de Géraud.
- 1867 : 30 mai, La Bouquetière des innocents, rôle de Jacques Bonhomme.
- 1867 : 4 nov., Les Chevaliers du brouillard, rôle de Jonathan.
- 1868 : 6 fév., Le Crime de Faverne, rôle de Balthazar.
- 1868 : 29 juill., La Prise de Pékin, rôle de Lamoureux.
- 1868 : 23 oct., Le Sacrilège, rôle de Horace Bezuchon.
- 1868 : 24 déc., La Princesse rouge, rôle de Bréan Morton.
- 1869 : La famille des gueux de Jules Clarétie et Ferdinando Petruccelli della Gattina, création le 20 février 1869 au théâtre de l'Ambigu.
- 1869 : 12 fév., Don César de Bazan, rôle du roi.
- 1869 : 10 juillet, Richelieu à Fontainebleau, rôle d'Henri de Vitry.
- 1869 : 26 sept., Les Couteaux d'or, rôle d'Albert de Rosen.
- 1869 : 29 oct., Le Dompteur, rôle de Lionnel Vauthier.
- 1869 : 29 oct., L'Outrage, Raoul de Brives.
- 1870 : 8 mars, Henri de Lorraine, rôle de Scipion de Fiesque.

Metteur en scène
- 1875 : Regina Sarpit de Georges Ohnet, au Théâtre-Historique
- 1876 Le Drame au fond de la mer, au Théâtre-Historique
- Latude,
- Marceau,
- Hamlet,
- La Comtesse de Lèrins
- 1877 :  Le Voyage dans la Lune, au Chatelet
- 1877 : Rothomago[9]
- 1878 : les Sept châteaux du Diable[10]
- 1879 : La Vénus Noire [13]
- 1880 : Le Beau Solignac,

## Sources
- Louis-Henry Lecomte, Histoire des théâtres de Paris : Le Théâtre historique, Paris, H.Daragon, 1905-1908, 190 p. (lire en ligne).